# Кукова (Словаччина)
Кукова (словац. Kuková) — село в Словаччині, Свидницькому окрузі Пряшівського краю. Розташоване в північно-східній частині Словаччини в Низьких Бескидах в долині ріки Топля.
Уперше згадується у 1342 році.

## Пам'ятки
У селі є протестантський костел з першої половини 14 століття, первісно збудований у стилі готики, кілька разів перебудований у стилі класицизму. З 1963 року разом з близьким цвинтарем національна культурна пам'ятка. На цвинтарі каплиця з 1823 року в стилі класицизму.
Римо-католицький костел Вознесіння Господа з 20 століття.
Крім того є ще кілька палаців— садиб.

## Населення
| Рік:            | 1994. | 2004.   | 2014.   | 2024.   |
| --------------- | ----- | ------- | ------- | ------- |
| Кількість осіб: | 691   | 710     | 723     | 737     |
| Різниця:        |       | +2,74 % | +1,83 % | +1,93 % |

| Рік:            | 2023. | 2024.   |
| --------------- | ----- | ------- |
| Кількість осіб: | 739   | 737     |
| Різниця:        |       | -0,27 % |

В селі проживає 692 осіб.
Національний склад населення (за даними останнього перепису населення — 2001 року):
- словаки — 99,56 %
- українці — 0,15 %
- чехи — 0,15 %

Склад населення за приналежністю до релігії станом на 2001 рік:
- римо-католики — 70,86 %,
- протестанти — 25,62 %,
- греко-католики — 1,46 %,
- православні — 0,44 %,
- не вважають себе віруючими або не належать до жодної вищезгаданої церкви- 1,61 %

## Географія
Протікає річка Тополя.